# Chavela Vargas
Isabel Vargas Lizano (San Joaquín de Flores, Costa Rica, 17 d'abril de 1919 - Cuernavaca, Mèxic, 5 d'agost de 2012) va ser una cantant mexicana d'origen costa-riqueny. A Mèxic, país del qual va obtenir la nacionalitat, va residir durant més de set dècades, on va ser coneguda artísticament com a Chavela Vargas.

## Biografia
Nascuda a Costa Rica, filla de Francisco Vargas i Herminia Lizano, va ser batejada a la Parròquia de Guadalupe el 15 de juliol de 1919 amb el nom María Isabel Anita Carmen de Jesús. La cançó ranxera és un gènere musical molt masculí i sensual, cantat generalment per homes. Chavela solia cantar cançons normalment interpretades per homes sobre el seu desig per les dones. Vestia com un home, fumava tabac, bevia força, portava pistola i era reconeguda pel seu característic gavany vermell. En una entrevista per a la televisió colombiana l'any 2000, va expressar obertament que era lesbiana.
Chavela Vargas es va traslladar a Mèxic quan tenia 17 anys i posteriorment va adoptar la nacionalitat mexicana. Durant molts anys va cantar als carrers fins que als trenta es va fer cantant professional, de la mà de José Alfredo Jiménez, cantant i compositor de la majoria dels seus èxits.
El seu primer àlbum va ser publicat el 1961 i des de llavors ha enregistrat més de vuitanta discos. Es va retirar a finals dels anys setanta i va tornar el 1991.
Va aparèixer a la pel·lícula de Julie Taymor, Frida, cantant els seus clàssics "La llorona" i "Paloma negra".
El 2004, a l'edat de 85 anys, va presentar el disc A Carnegie Hall.
També va aparèixer a Babel, la pel·lícula d'Alejandro González Iñárritu, cantant Tú me acostumbraste, bolero de Frank Domínguez.
Els darrers anys de la seva vida els va passar a Tepoztlán, a l'Estat de Morelos, als peus del Turó del Tepozteco amb qui ella deia que enraonava tots els matins.
Durant 2009, amb motiu de seu 90 aniversari, el Govern de la Ciutat de Mèxic se li va retre un homenatge nomenant-la ciutadana distingida. A aquest esdeveniment es van presentar, de manera presencial i a través de vídeo, múltiples personalitats de l'àmbit artístic, cultural i periodístic d'Iberoamèrica, entre els quals es compten la cantautora Julieta Venegas, la intèrpret Eugenia León, l'escriptor Carlos Monsiváis, la periodista Carmen Aristegui i els seus amics Joaquín Sabina i Pedro Almodóvar.
Apareix immortalitzada a la cançó Por el bulevar de los sueños rotos de Joaquín Sabina i Álvaro Urquijo.

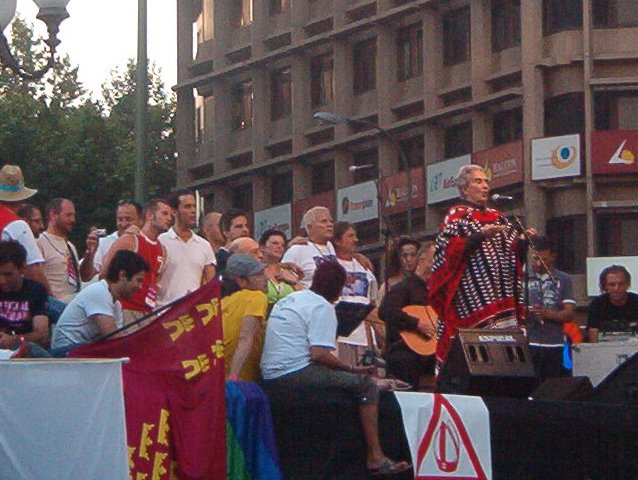
Concert de Chavela Vargas el 2006, Madrid (Espanya)

El desembre de 2009, en coautoria amb María Cortina, es presenta el llibre Les veritats de Chavela, que narra en forma d'entrevista, els esdeveniments més transcendents de la vida de la cantant. L'abril de 2010, als 91 anys, presentà el seu material discogràfic més recent Por Mi Culpa, en el qual s'inclouen duets amb els seus grans amics: Eugenia León, Lila Downs, Joaquín Sabina, La Negra Chagra i Mario Ávila. L'octubre de 2010 es presentà, en el marc de la Fira Internacional del Llibre de la Ciutat de Mèxic, en un concert junt amb la Negra Chagra i aconsegueix reunir centenars de persones per al rellançament del seu llibre i disc. L'abril de 2012, amb 93 anys, va llançar el seu disc-llibre "Luna Grande", on reviu, a tall d'homenatge, rellevants poemes de l'escriptor espanyol Federico García Lorca i en repassa alguns dels majors èxits.
Va morir el cinc d'agost del 2012 amb 93 anys, a causa dels seus problemes respiratoris.

## Reconeixements
Ha rebut, entre d'altres, els següents reconeixements:
- 2000 Orde d'Isabel la Catòlica.
- 2007 Grammy Latino
- Medalla d'Or Universitat Complutense de Madrid.
- Medalla al mèrit de la Universitat d'Alcalá d'Henares.
- Hostessa d'Honor de Buenos Aires, Argentina.
- 2009 Ciutadana Distingida de la Ciutat de Mèxic.

## Discografia
- El Corrido Hablado
- Piensa en mí, 1991
- Boleros, 1991
- Va col·laborar també el Soundtrack de Kika amb: "Luz de luna" 1993
- Sentimiento de México (vol. 1), 1995
- De México y del mundo, 1995
- Le canta a México, 1995

- Va col·laborar també el Soundtrack de La flor de mi secreto amb: "En el último trago", 1995
- Volver, volver, 1996
- Dos (álbum), 1996
- Grandes momentos, 1996
- Macorina, 1996
- Va col·laborar també el Soundtrack de Carne trémula amb: "Somos", 1997
- Colección de oro, 1999
- Con la rondalla del amor de Saltillo, 2000
- Para perder la cabeza, 2000
- Las 15 grandes de Chavela Vargas, 2000
- La dama del poncho rojo, 2001
- Grans èxits, 2002
- Para toda la vida, 2002
- Discografia bàsica, 2002
- Antologia, 2004
- Som, 2004
- Chavela Vargas, 2004

- A Carnegie Hall, 2004
- La llorona, 2004
- Va col·laborar també el Soundtrack de Babel amb Tú me acostumbraste, 2006
- Cupaima, 2007
- ¡Por mi culpa!, 2010
- Luna Grande, 2012